# ヴォルフガング・ケーラー
ヴォルフガング・ケーラー（Wolfgang Köhler, 1887年1月21日 - 1967年6月11日）は、ドイツの心理学者。ゲシュタルト心理学の創始者の一人。

## 経歴
1887年、エストニアのレヴァル（現タリン）生まれ。バルト・ドイツ人（ドイツ系エストニア人）であり、若いころにドイツに渡り、ベルリン大学で博士号を取得した。類人猿が試行錯誤によらない洞察学習を行うことを発見した。
ベルリン大学教授に就任。1929年にはブーバ/キキ効果を初めて報告している。その後、非ユダヤ系ながら仲間とともにアメリカ合衆国に渡米し、スワースモア大学教授に就任し、そのまま移住した。